# Make My Day (汪明荃歌曲)
Make My Day是香港女歌手汪明荃的2024年首支單曲。汪明荃為了其於2024年11月23至24日在紅磡香港體育館所舉行的兩場 《阿姐•汪明荃演唱會2024》，而親自向林家謙邀曲，然後親自找黃偉文填詞，繼而創作其相隔9年的新歌《Make My Day》，並由Sony Music於2024年9月13日作數位發行及於2024年9月17日派台。2024年11月16日成為勁歌金榜第46周冠軍歌 ，令汪明荃以77歲之齡成為年紀最高的冠軍歌歌手。

## 事件
2024年9月9日，汪明荃於荃灣西如心酒店41樓Sky Lounge舉行《阿姐•汪明荃演唱會2024記者會》，首度發佈其2024年全新單曲《Make My Day》。YouTube上的〈汪明荃《Make My Day》新曲發佈 〉
2024年9月13日，Sony Music將汪明荃新歌《Make My Day》作數位發行。
2024年9月17日，Sony Music將汪明荃新歌《Make My Day》派往電台播放
2024年10月15日，TVB發佈其為汪明荃新歌《Make My Day》製作的MV。YouTube上的〈汪明荃新歌《Make My Day》MV首播 〉
2024年10月27日，汪明荃於《善心滿載仁愛堂》慈善籌款晚會首度現場演唱其新歌《Make My Day》。YouTube上的〈善心滿載仁愛堂｜汪明荃激情獻唱《Make My Day》〉
2024年11月16日，汪明荃新歌《Make My Day》成為勁歌金榜第46周冠軍歌。
2024年11月23日，汪明荃於《阿姐•汪明荃演唱會2024》首場現場演唱其新歌《Make My Day》。YouTube上的〈《阿姐•汪明荃演唱會2024》首場｜《Make My Day》〉
2024年11月24日，汪明荃於《阿姐•汪明荃演唱會2024》尾場現場演唱其新歌《Make My Day》。YouTube上的〈《阿姐•汪明荃演唱會2024》尾場｜《Make My Day》〉

## 製作團隊
- 作曲：林家謙
- 作詞：黃偉文
- 編曲：張人傑
- 監製：趙增熹

汪明荃表示得知林家謙「依家好勁」後向他邀曲，她聽後感到旋律很多重覆、很密及很難唱。
汪明荃因30年前擔任黃偉文在商業電台節目的5日嘉賓後獲其表示要填詞答謝她，而找他填詞，她表示歌曲主題要開心、站著跳舞、多謝歌迷支持。
林家謙表示自己有唱過demo給汪明荃聽，承認新曲的音「饒口」。
黃偉文表示新曲歌名建議為《Make My Day》或《致台下的你》，汪明荃認為英文歌名較有型而選擇前者。

### 派台榜單成績
| 週數 | 香港 2024年                   | 香港 2024年           | 香港 2024年  | 香港 2024年 |
| 週數 | 香港電台第二台 中文歌曲龍虎榜 | 新城知訊台 勁爆流行榜 | TVB 勁歌金榜 |             |
| 週數 | 名次                          | 名次                  | 名次         |             |
| ---- | ----------------------------- | --------------------- | ------------ | ----------- |
| 39   | 16                            | -                     | -            |             |
| 40   | 8                             | -                     | -            |             |
| 41   | 17                            | -                     | 18           |             |
| 42   | 14                            | -                     | 16           |             |
| 43   | 11                            | -                     | 9            |             |
| 44   | 7                             | 18                    | 6            |             |
| 45   | 12                            | 15                    | 2            |             |
| 46   | 2                             | -                     | 1            |             |